# Wawona Tree
Pour les articles homonymes, voir Wawona (homonymie).

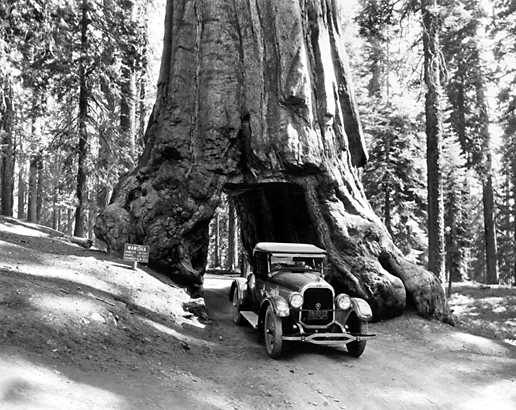
Le tunnel du Wawona Tree était une attraction fameuse du Yosemite.

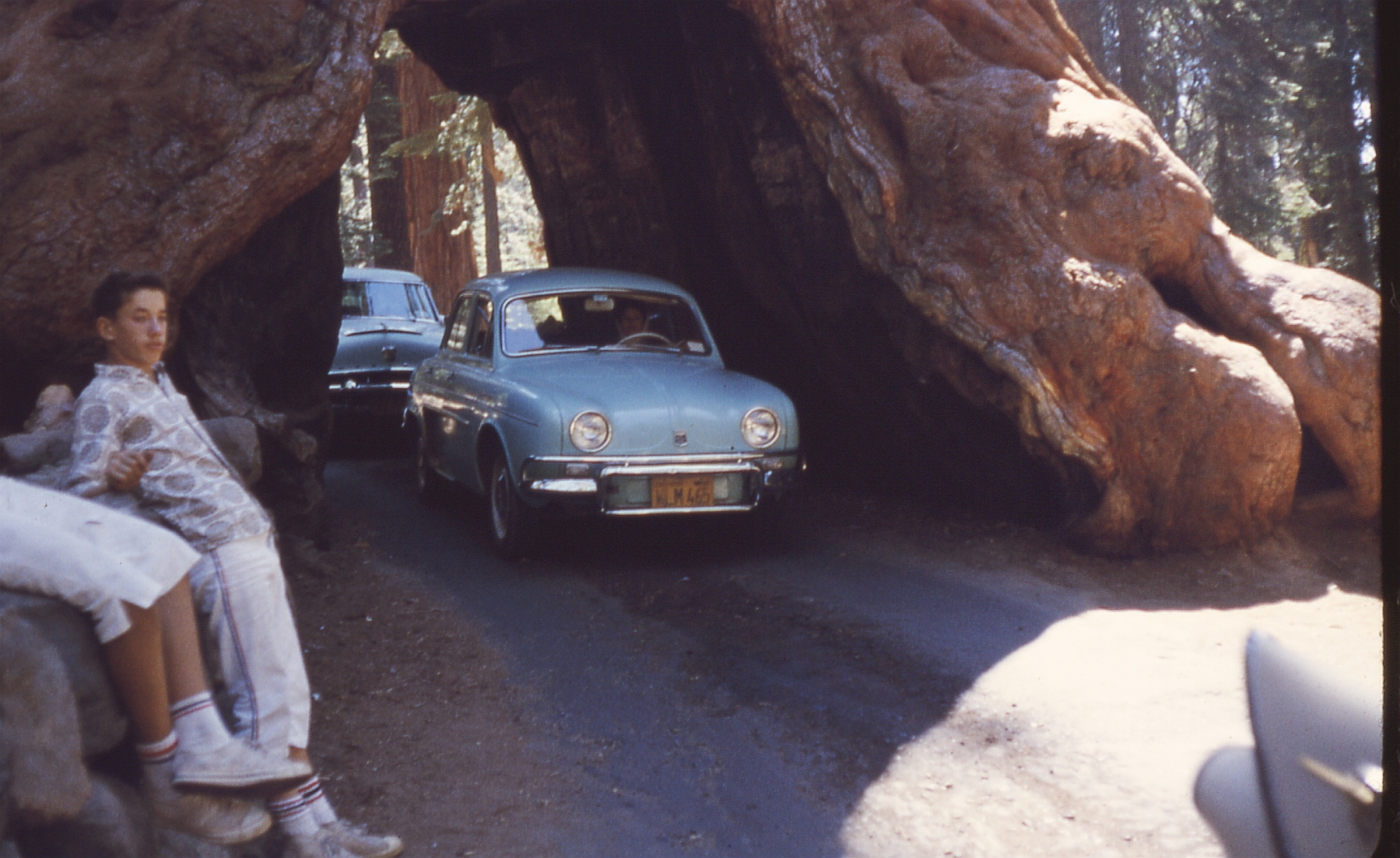
L'arbre en 1962.

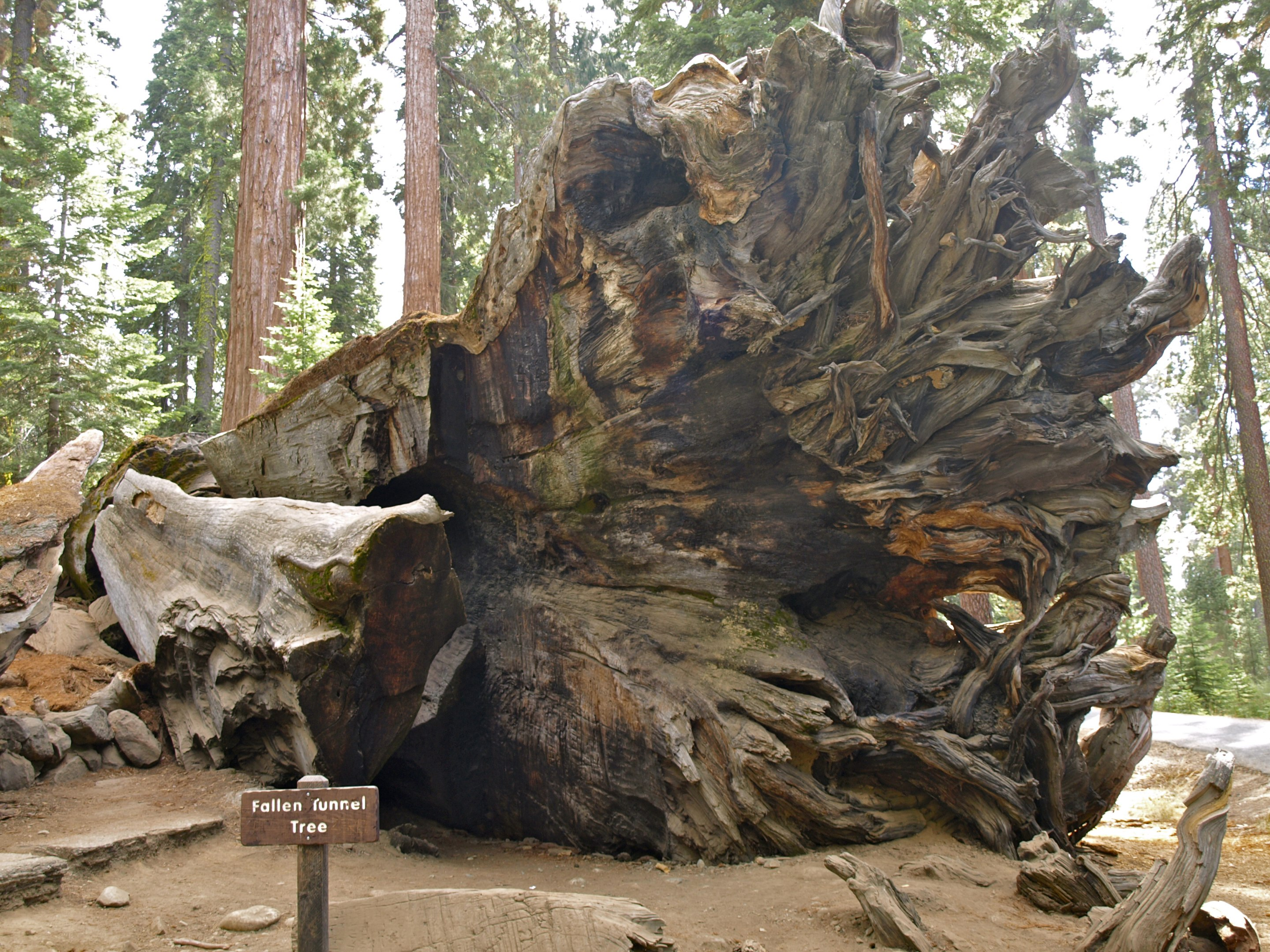
L'arbre tombé.

Le Wawona Tree, également connu sous le nom de Wawona Tunnel Tree, était un fameux séquoia géant de Mariposa Grove dans le parc national de Yosemite.

## Présentation
En 1881, un tunnel fut creusé à la base de son tronc, élargissant une brèche faite par le feu. L'arbre devint alors une attraction réputée.
En 1969, des chutes de neige déposèrent sur l'arbre une couche dont le poids fut estimé à deux tonnes et qui provoqua la chute de l'arbre. Celui-ci fut renommé en The Fallen Tunnel Tree.
Son âge put être estimé à environ 2 300 ans.